# Fânațe (gmina Band)
Fânațe – wieś w Rumunii, w okręgu Marusza, w gminie Band. W 2011 roku liczyła 304 mieszkańców.